# F.L.P
株式会社F.L.P（エフエルピー）は、平成17年1月17日に設立された乗合保険代理店である。保険に関する総合的なコンサルティング、来店型保険ショップ運営、生命保険の募集に関する業務、損害保険の募集に関する業務、相続に関する相談業務を手掛けている。

## 沿革
- 2005年（平成17年）1月 - 株式会社医療保険ショップF.L.Pとして設立
- 2006年（平成18年）
  - 5月 - 株式会社医療保険ショップF.L.Pから株式会社F.L.Pへ社名変更
  - 7月 -  資本金を2,000万円に増資
  - 10月 - 資本金を8,700万円に増資
  - 12月 - 資本金を1億6,200万円に増資
- 2007年（平成19年）
  - 2月 - 株式会社F.L.Pプロダクションと合併
  - 12月 - 資本金を1億8,450万円に増資
- 2008年（平成20年）
  - 6月 - 資本金を2億1,512万円に増資
  - 9月 - 資本金を5,000万円に減資
- 2010年（平成22年）12月 - 本社を用賀世田谷ビジネススクエアへ移転
- 2011年（平成23年）10月 - 資本金を2億円に増資
- 2013年（平成25年）
  - 5月 - 代表取締役　松谷昭男変更
  - 11月 - 本社を渋谷へ移転
- 2016年（平成28年）6月 - 代表取締役　春野高利　変更
- 2018年（平成28年）8月 - 株式譲渡により朝日生命グループとなる
- 2021年（令和3年）10月-本社を横浜市へ移転

## 店舗展開
保険ショップ「保険相談サロンFLP」を全国に22店舗運営
詳細は「公式サイトの店舗一覧」を参照

## 運営サイト
- 保険相談サロンFLP公式サイト

## 関連企業
- 朝日生命保険相互会社